# فايز السرساوي
فايز السرساوي (1961-) فنان فلسطيني ولد في حي الشجاعية بقطاع غزة، أنهى تعليمه فيها ثم التحق بأكاديمية الفنون الجميلة بإسنطبول عام 1981 وتخصص في مجال الفن التشكيلي، وشكل عمله المنتصب الذي أنتجه في أعقاب الانتفاضة الأولى نقطة انطلاق وإبداع متوازية مع الحدث الانتفاضي التي شكلت بالنسبة له مرحلة مهمة في إنتاجه وفي تعريف الجمهور بطبيعة عمله، وإلى جانب أعماله النحتية اهتم بالرسم والتصميم وله إسهامات متنوعة بالكتابة في المجال الأدبي والفني والمشاركة بالندوات والمحاضرات والمؤتمرات ذات الاختصاص.

## حياته المهنية
عمل فايز السرساوي مدرساً لمادة الفن في مدارس الأونوروا لمدة عامين، ثم انتقل للعمل في معهد المعلمات في الطيرة في محافظة رام الله، وساهم عام 1992 في تأسيس برنامج الفنون الجميلة في جمعية الشبان المسيحية في غزة، وساهم في إصدار مجلة عشتار الفصلية للثقافة والفنون، وكان عضواً في هيئة تحرير مجلة دفاتر ثقافية الصادرة عن وزارة الثقافة الفلسطينية، وشغل منصب مدير عام في وزارة الثقافة بقطاع غزة منذ العام 1994 وحتى 2021، لينتقل بعدها ليشغل منصب عميد الشؤون الأكاديمية في جامعة دار الكلمة بغزة. وله بحثين حول توثيق مسيرة الحركة التشكيلية بقطاع غزة.

## حياته الفنية
عمل فايز السرساوي في النحت المعاصر باستخدام الأدوات والخامات الحديثة للتعبير عن قضايا جمالية وفكرية وفلسفية متنوعة، وعمل بفن المؤثرات السينمائية حتى بات من المختصين في المجال. وعمل على المزج بين الأعمال البصرية والأدبية. وشارك السرساوي في العديد من المعارض المحلية وبعض المعارض العالمية أبرزها: (معرض سلام لما وللعالم عام 1992، معرض مآل حال عام 2004، ومعرض عنقاء الرماد بالاشتراك مع فتحي غبن، تهاني سكيك، محمد مسلم، إياد صبّاح عام 2015. أنجز العديد من الجداريات والنصب التذكارية منها ما هو موجود في حديقة جمعية الشبان المسيحية في غزة، ونصب الحرية في حديقة السلام في قرية كوكب أبو الهيجا بمدينة حيفا، ونصب الصداقة الموجود في الحديقة الدولية بجمهورية الصين، ونصب شعاع العلم عند مدخل جامعة الأقصى في غزة.